# Dzieje Filipa
Dzieje Filipa – grecki apokryf Nowego Testamentu.

## Charakterystyka
Apokryf dotyczy dwóch postaci o imieniu Filip: apostoła i diakona. Tradycja myliła te dwie osoby już w II wieku. Składają się nań niezależne od siebie części, przy czym Marek Starowieyski proponuje wyodrębnienie czterech zasadniczych części apokryfu. Części te tworzą łącznie szesnaście epizodów (razem z męczeństwem). Apokryf powstawał od połowy IV do połowy V wieku, przy czym najstarsza jest część ostatnia (od ósmego epizodu). Cenzurowano tekst apokryfu, przykładowo sekcji enkratycznych. Do połowy XIX wieku Dzieje Filipa były znane tylko ze wzmianek. Jako pierwszy fragmenty opublikował Konstantin von Tischendorf, następnie czynili to Pierre Batiffol i Alfred Maximilien Bonnet. W 1974 roku François Bovon i Bertrand Bouvier w bibliotece klasztoru Ksenofonta odkryli manuskrypt Dziejów Filipa z XIV wieku, który okazał się najbardziej kompletnym tekstem apokryfu.

## Podział i treść
Część I. Na część pierwszą składa się epizod I, który odnosi się do apostoła Filipa. Ma on tendencję enkratyczną, powstał w IV wieku. Opowiada o nawróceniu wdowy i wskrzeszeniu młodzieńca, który odbył podróż po piekle.
Część II. Składa się na nią epizod II, który był przeznaczony do samodzielnego obiegu. Dotyczy apostoła Filipa. Jest najmłodszą częścią apokryfu, powstał w połowie V wieku. Ma tendencję ortodoksyjną. Opowiada o konflikcie Filipa z filozofami i arcykapłanem Ananiaszem, który przybył do Aten na ich prośbę.
Część III. Stanowią ją epizody od III do VII, które dotyczą diakona Filipa i mają tendencję apotaktyczną (skrajny enkratyzm). Opowiada o rozesłaniu apostołów i ustanowieniu Filipa jednym z nich, jego wędrówce przez kraj Partów (Samaria) i Kandaków (Etiopia), Azot (uzdrowienie Charitine) aż do Nikotery (prawdopodobnie Cezarea Nadmorska). W Nikoterze Filip nawrócił Żyda Ireosa, po czym wygrał dysputę z Arystarchem i nawrócił całe miasto.
Część IV. Jest najstarszą częścią Dziejów, ma tendencję enkratyczną, dotyczy apostoła Filipa. Składają się na nią epizody od VIII do XV oraz Męczeństwo Filipa. Zawiera elementy millenaryzmu i polemikę z mitologią frygijską. Opowiada o wyruszeniu na misję Filipa i towarzyszy: Marianne (Maria Magdalena) i Bartłomieja. Spotykają oni lamparta i koziołka, które przemawiają ludzkim głosem i nawracają się. Następuje opis pokonania smoka oraz zbudowania kościoła przez drugiego smoka. Po przybyciu do Ophioryne (prawdopodobnie Hierapolis) Filip uzdrowił Stachysa i Nikanorę, żonę Tyrannognophosa – zarządcy miasta. Ten z zemsty aresztował Filipa i towarzyszy. Filip został powieszony głową w dół, wygłosił mowy i umarł. Przed jego śmiercią pojawił się Jan.

## Znaczenie
Z uwagi na silną i rozbudowaną polemikę z kultem frygijskim, Dzieje Filipa są istotnym źródłem dla obrazu życia religijnego Frygii IV i V wieku. Apokryf przekazuje również istotne informacje o systemie religijnym enkratyków frygijskich.